# Moulin Cézanne
Pour les articles homonymes, voir Moulin et Cézanne.
Le moulin de Cézanne ou moulin Cézanne est un ancien moulin à vent du XVIIe siècle, du village provençal Le Tholonet près d'Aix-en-Provence, dans les Bouches-du-Rhône en Provence-Alpes-Côte d'Azur. Actuel lieu d’exposition d'art et musée du patrimoine historique et artistique du Tholonet, il fait partie des lieux de mémoire et sites touristiques de la route Cézanne du peintre provençal Paul Cézanne (1839-1906). 

## Histoire

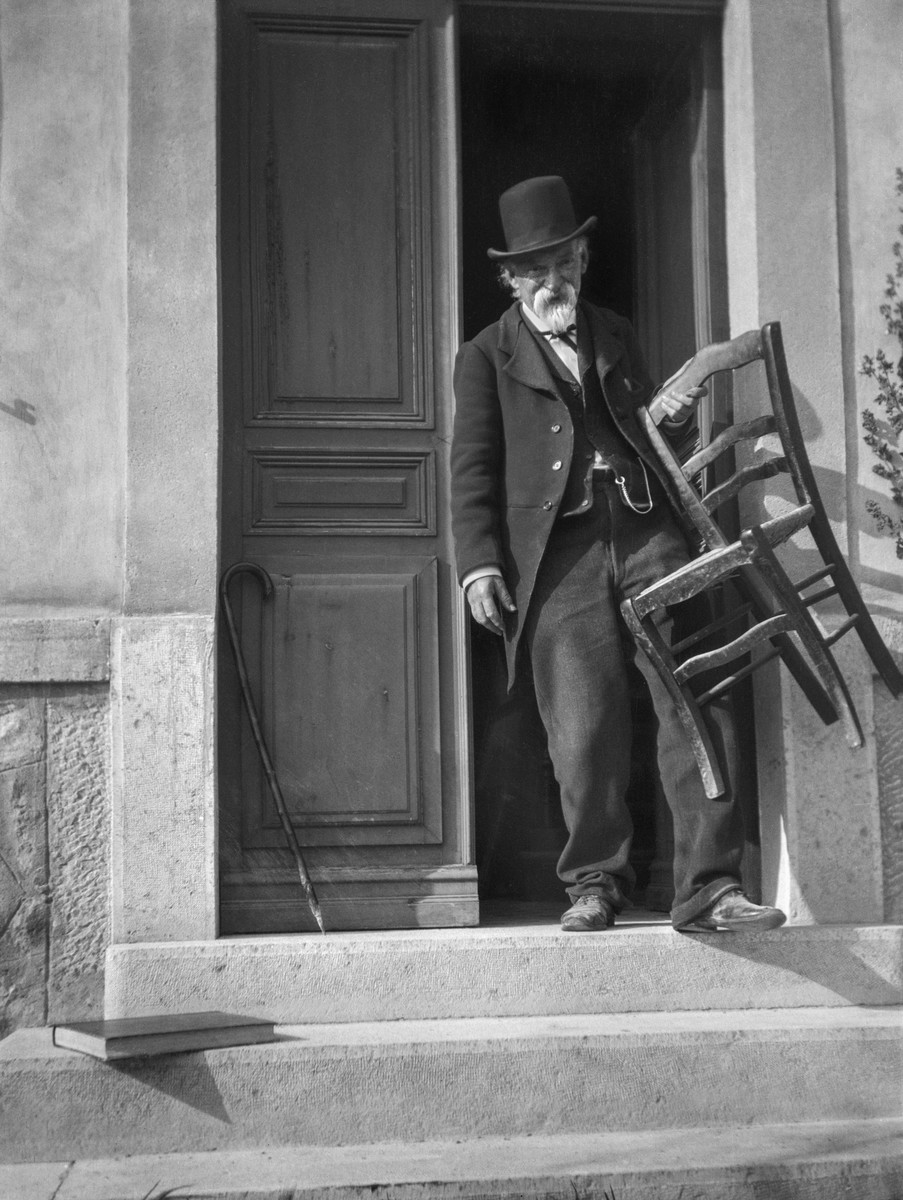
Paul Cézanne, à Aix-en-Provence (1906).

Cet ancien moulin à vent du XVIIe siècle est construit en pierre de taille avec un toit conique en bois, dans une pinède au pied de la montagne Sainte-Victoire (dans le style du moulin Saint-Pierre d'Alphonse Daudet). Il est à ce jour partiellement restauré en salle d'exposition municipale, sans ses ailes de moulin d'origine. 
Paul Cézanne (né à Aix-en-Provence en 1839) loue un temps ce moulin pour entreposer son matériel de peinture, lorsqu'il vient à pied arpenter et explorer pour peindre durant toute sa vie les environs d'Aix et du Tholonet, par cette petite route sinueuse de campagne (la route Cézanne) qui traverse pinèdes, vignes, champs, et oliveraies, depuis sa bastide du Jas de Bouffan d'Aix-en-Provence, ou depuis sa maison d'Aix, ou depuis son atelier des Lauves. Il déjeune souvent à l'actuel relais Cézanne du village, sur la route de quelques-uns de ses lieux d'inspiration de peinture de prédilection, dont son cabanon de Cézanne des carrières de Bibémus, le château Noir du Tholonet, la montagne Sainte-Victoire (montagne Sainte-Victoire (Cézanne)), ou encore le barrage Zola…

## Au cinéma
- 2016 : Cézanne et moi de Danièle Thompson (film sur l'amitié entre Paul Cézanne et Émile Zola, avec Guillaume Canet et Guillaume Gallienne, avec de nombreuses scènes des lieux[4]).